# گینزویل (تگزاس)
گینزویل، تگزاس(به انگلیسی: Gainesville, Texas) شهری در ایالت تگزاس از ایالات جنوبی ایالات متحده آمریکا است. در سرشماری سال ۲۰۰۰، جمعیت این شهر ۱۵۵۳۸ نفر اعلام شد.